# Thomas Götz (Staatssekretär)
Thomas Götz (* 12. Juni 1972 in Esslingen am Neckar) ist ein deutscher politischer Beamter (Bündnis 90/Die Grünen). Von Januar bis Dezember 2024 war er Staatssekretär im Ministerium für Soziales, Gesundheit, Integration und Verbraucherschutz des Landes Brandenburg. Zuvor war er von Dezember 2021 bis April 2023 Staatssekretär für Gesundheit und Pflege in der Berliner Senatsverwaltung für Wissenschaft, Gesundheit, Pflege und Gleichstellung.

## Leben
Götz absolvierte die Grundschule in Notzingen und legte 1991 das Abitur am Schlossgymnasium Kirchheim unter Teck ab. Anschließend absolvierte er den Zivildienst. Von 1992 bis 1999 studierte er Medizin an der Albert-Ludwigs-Universität Freiburg. 1999 wurde er mit summa cum laude zum Dr. med. promoviert. Von 1999 bis 2000 absolvierte er seine Zeit als Arzt im Praktikum in der Klinik für Neurologie des Universitätsklinikums Bonn. 2001 erhielt er die Approbation als Arzt. Von 2000 bis 2003 war er über ein Postdoktoranden-Stipendium der Deutschen Forschungsgemeinschaft am Burnham Institute for Neuroscience and Aging in La Jolla und am Human Neurobehavioral Research Center University of California in San Diego tätig. Von 2003 bis 2007 arbeitete er als Arzt an der Klinik für Psychiatrie und Psychotherapie im St. Hedwigs-Krankenhaus in Berlin. Von 2007 bis 2008 war er Arzt an der Klinik für Psychiatrie und Psychotherapie des Universitätsklinikums Dresden. Von 2008 bis 2012 war er als Arzt an den Universitären Psychiatrischen Kliniken Basel tätig, ab 2011 als leitender Oberarzt. Seit 2010 ist er Facharzt für Psychiatrie und Psychotherapie. 2011 war er Translational Medicine Expert am Novartis Institutes for Biomedical Research in Basel. Von 2012 bis 2016 war er Leiter der Abteilung Psychiatrie und Psychiatriekoordinator im Amt für Gesundheit der Stadt Frankfurt am Main. Seit 2015 ist er Facharzt für Öffentliches Gesundheitswesen. Von 2016 bis 2021 war er Landesbeauftragter für Psychiatrie und Leiter des Referates für Psychiatrie, Sucht und Gesundheitsvorsorge in der Senatsverwaltung für Gesundheit, Pflege und Gleichstellung des Landes Berlin.
Im Dezember 2021 wurde er zum Staatssekretär für Gesundheit und Pflege in der Berliner Senatsverwaltung für Wissenschaft, Gesundheit, Pflege und Gleichstellung ernannt. Mit der Bildung des Senates Wegner im April 2023 schied er als Staatssekretär aus.
Am 16. Januar 2024 wurde Götz als Nachfolger von Michael Ranft zum Staatssekretär im Ministerium für Soziales, Gesundheit, Integration und Verbraucherschutz des Landes Brandenburg ernannt. Mit der Bildung des Kabinetts Woidke IV am 11. Dezember 2024 schied er aus dem Amt des Staatssekretärs aus.